# 이와후네촌 (오사카부)
이와후네촌(일본어: 磐船村)은 일본 오사카부 기타카와치군에 설치되었던 촌이다. 현재의 가타노시에 해당한다.

## 역사
- 1889년 4월 1일 - 정촌제 시행에 의해 맛타군 이와후네촌이 성립하였다.
- 1896년 4월 1일 - 군 통합에 의해 기타카와치군이 성립하였다.
- 1939년 7얼 1일 - 가타노촌과 합병해 가타노정이 성립하여, 동일 이와후네촌이 폐지되었다.

## 교통

### 철도
- 일본 철도성
  - 가타마치선
- 가타노 전기철도
  - 가타노 전기철도선

### 도로
현재는 제2게이한 도로가 구촌 지역을 통과하지만, 당시에는 미개통 상태였다.

## 참고문헌
- 角川日本地名大辞典 27 大阪府